# Транспорт Острова Мен
Транспорт Острова Мен представлений автомобільним , залізничним , повітряним , водним (морським) , у населених пунктах  та у міжміському сполученні діє громадський транспорт пасажирських перевезень. Площа країни дорівнює 572 км² (194-те місце у світі). Форма території країни — витягнута з південного заходу на північний схід; максимальна відстань — 50 км, у найширшому місці — 17 км. Географічне положення Острова Мен дозволяє країні контролювати морські транспортні шляхи в акваторії Ірландського моря, підходи до морських портів — Дубліна (Ірландія), Белфаста, Ліверпуля (Велика Британія).

## Автомобільний
Загальна довжина автошляхів на Острові Мен, станом на 2008 рік, дорівнює 500 км (196-те місце у світі).

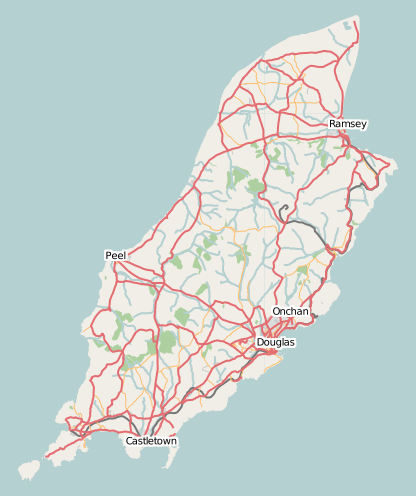
Карта-схема автошляхів острова

## Залізничний
Загальна довжина залізничних колій країни, станом на 2008 рік, становила 63 км (130-те місце у світі), з яких 6 км 1076-мм колії (6 км електрифіковано); 57 км вузької 914-мм колії (29 км електрифіковано), що використовується в літній сезон для розваги туристів.

## Повітряний
У країні, станом на 2013 рік, діє 1 аеропорт (221-ше місце у світі) із твердим покриттям злітно-посадкової смуги. Аеропорти країни за довжиною злітно-посадкових смуг розподіляються наступним чином (у дужках окремо кількість без твердого покриття):
- від 8 тис. до 5 тис. футів (2437—1524 м) — 1 (0)[1].

Острів Мен не є членом Міжнародної організації цивільної авіації (ICAO). Згідно зі статтею 20 Чиказької конвенції про міжнародну цивільну авіацію 1944 року, Міжнародна організація цивільної авіації для повітряних суден країни, станом на 2016 рік, закріпила реєстраційний префікс — M, заснований на радіопозивних, виділених Міжнародним союзом електрозв'язку (ITU).

## Водний

### Морський
Головні морські порти країни: Дуґлас, Ремзі.

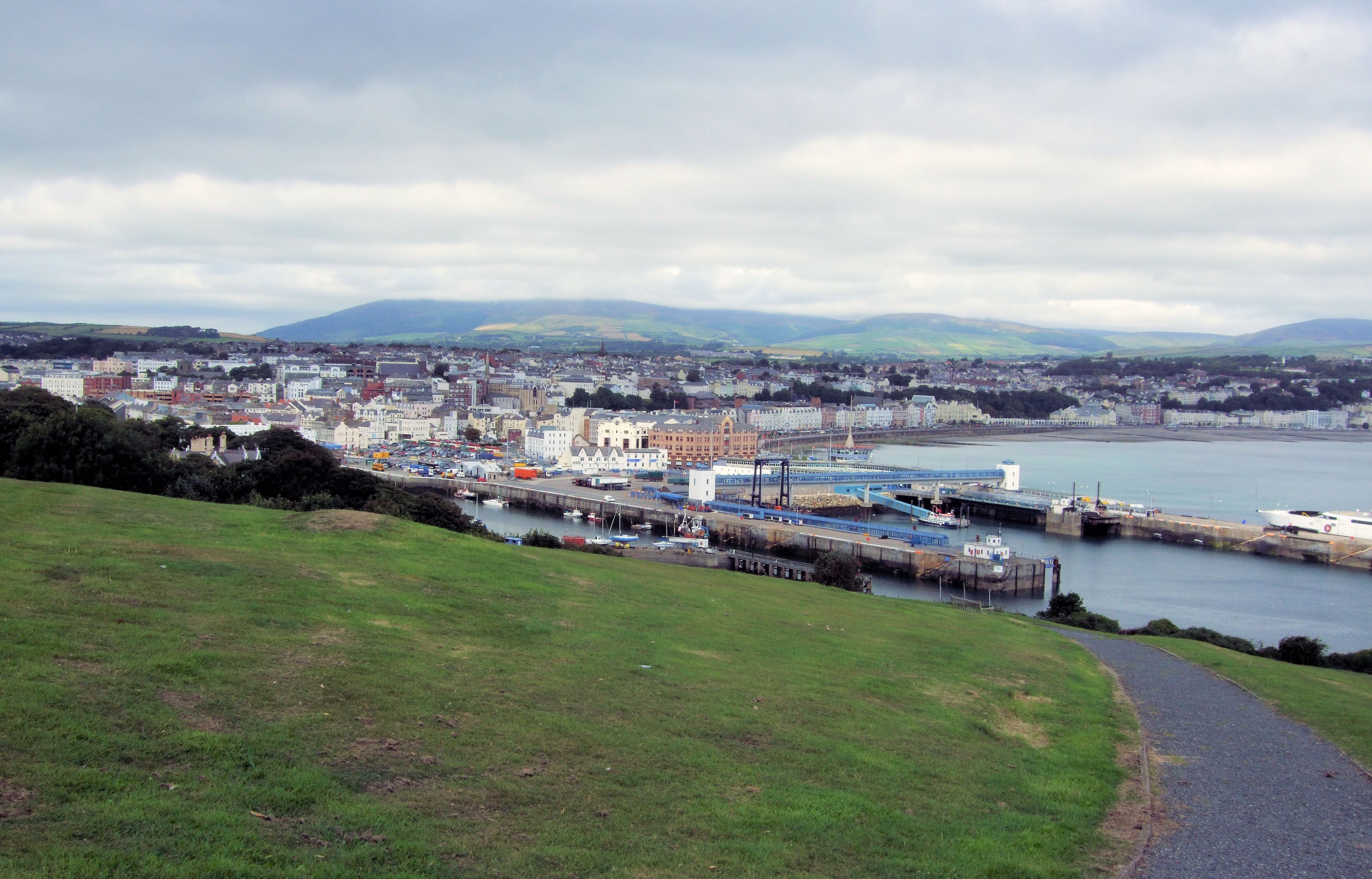
Порт Дуґласа

Морський торговий флот країни, станом на 2010 рік, складався з 321 морського судна з тоннажем більшим за 1 тис. реєстрових тонн (GRT) кожне (30-те місце у світі), з яких: балкерів — 59, суховантажів — 55, танкерів для хімічної продукції — 52, контейнеровозів — 7, газовозів — 43, вантажно-пасажирських суден — 2, нафтових танкерів — 93, ролкерів — 5, автовозів — 5.
Станом на 2010 рік, кількість морських торгових суден, що ходять під прапором країни, але є власністю інших держав — 223 (Бермудських Островів — 7, Чилі — 9, Данії — 30, Німеччини — 56, Греції — 62, Ірландії — 1, Японії — 19, Малайзії — 6, Норвегії — 30, Південно-Африканської Республіки — 2, Сполучених Штатів Америки — 1).

## Державне управління
Велика Британія здійснює управління транспортною інфраструктурою залежної країни через державний секретаріат транспорту. Станом на 28 липня 2016 року департамент в уряді Терези Мей очолювала державний секретар Кріс Грейлінг.

### Українською
- Атлас. 10-11 клас. Економічна і соціальна географія світу / упорядники :  О. Я. Скуратович, Н. І. Чанцева. — К. : ДНВП «Картографія», 2010. — ISBN 978-966-475-639-3.
- Атлас світу / голов. ред. І. С. Руденко ; зав. ред. В. В. Радченко ; відп. ред. О. В. Вакуленко. — К. : ДНВП «Картографія», 2005. — 336 с. — ISBN 9666315467.
- Безуглий В. В. Економічна і соціальна географія зарубіжних країн : Навчальний посібник. — К. : ВЦ «Академія», 2007. — 704 с. — ISBN 978-966-580-239-6.
- Безуглий В. В., Козинець С. В. Регіональна економічна і соціальна географія світу : Навчальний посібник. — видання 2-ге, доп., перероб. — К. : ВЦ «Академія», 2007. — 688 с. — ISBN 966-580-144-9.
- Дахно І. І. Країни світу: Енциклопедичний довідник / І. І. Дахно, С. М. Тимофієв. — К. : Мапа, 2011. — 606 с. — (Бібліотека нового українця) — ISBN 978-966-8804-23-6.
- Дахно І. І. Економічна географія зарубіжних країн : навчальний посібник. — К. : Центр учбової літератури, 2014. — 319 с. — ISBN 978-611-01-0682-5.
- Дорошенко В. І. Географія транспорту : Навчальний посібник / В. І. Дорошенко, К. Д. Діденко. — К. : Київський нац. ун-т ім. Т. Шевченка, 2010. — 183 с. — ISBN 978-966-439-329-1.
- Дубович І. А. Країнознавчий словник-довідник. — 5-те вид., перероб. і доп. — К. : Знання, 2008. — 839 с. — ISBN 978-966-346-330-8.
- Економічна і соціальна географія країн світу : Навчальний посібник / За ред. С. П. Кузика. — Л. : Світ, 2002. — 672 с. — ISBN 966-603-178-7.
- Зарубіжна транспортна географія : навчальний посібник / уклад. : Петрашевський О. Л. и др. — К. : Національний транспортний університет, 2015. — 95 с. — ISBN 978-966-632-227-5.
- Юрківський В. М. Регіональна економічна і соціальна географія. Зарубіжні країни : Підручник. — К. : Либідь, 2001. — 416 с. — ISBN 966-06-0092-5.

### Англійською
- (англ.) Modern Transport Geography / Hoyle, B. and R. Knowles (eds). — Second Edition,. — London : Wiley, 1998.
- (англ.) Rodrigue, J-P. The Geography of Transport Systems. — Fourth Edition. — N. Y. : Routledge, 2017. — 440 с. — ISBN 978-1138669574.
- (англ.) Taaffe E. J., Gauthier H. L. and O'Kelly M. E. Geography of transportation. — Second Edition. — N. Y. : Prentice Hall, 1996. — ISBN 0-13-368572-1.
- (англ.) Black, W. Transportation: A Geographical Analysis. — N. Y. : Guilford, 2003.

### Російською
- (рос.) Максаковский В. П. Географическая картина мира. Книга I: Общая характеристика мира. — М. : Дрофа, 2008. — 495 с. — ISBN 978-5-358-05275-8.
- (рос.) Максаковский В. П. Географическая картина мира. Книга II: Региональная характеристика мира. — М. : Дрофа, 2009. — 480 с. — ISBN 978-5-358-06280-1.
- (рос.) Физико-географический атлас мира. — М. : Академия наук СССР и главное управление геодезии и картографии ГГК СССР, 1964. — 298 с.
- (рос.) Шаповал Н. С. Транспортная география и транспортные системы мира : учебное пособие. — К. : Центр учбової літератури, 2006. — 188 с. — ISBN 000-0000-00-4.
- (рос.) Экономическая, социальная и политическая география мира. Регионы и страны / под ред. С. Б. Лаврова, Н. В. Каледина. — М. : Гардарики, 2002. — 928 с. — ISBN 5-8297-0039-5.
- (рос.) Энциклопедия стран мира / глав. ред. Н. А. Симония. — М. : НПО «Экономика» РАН, отделение общественных наук, 2004. — 1319 с. — ISBN 5-282-02318-0.